# Седмурча
Седмурча́ (рос. Седмурча) — річка в Удмуртії (Вавозький район), Росія, ліва притока Вали.
Довжина річки становить 38 км. Бере початок на західній околиці присілку Квачі, впадає до Вали навпроти гирла річки Какмож. Напрямок річки змінюється — спочатку річка тече на схід, потім північний схід. У присілку Зоря створено ставок. Після присілку Вішур ширина течії стає 20 м і більше. Через річку збудовано декілька автомобільних мостів. Приймає декілька приток, найбільша з яких права Зетловайка.
Над річкою розташовані населені пункти Квачі, Зоря, Вішур, Зямбайгурт, Стара Бія та Нова Бія.